# Regarde ailleurs
Pour plus de détails, voir Fiche technique et Distribution.
Regarde ailleurs est un film documentaire français réalisé par Arthur Levivier, sorti en 2019. Il évoque l'état des camps migratoires dits de la « jungle de Calais ».

## Synopsis
Le documentaire évoque la situation de la jungle de Calais pendant un an, depuis l'expulsion de la "jungle" en 2016 jusqu'à la situation un an plus tard en 2017. Arthur Levivier va à la rencontre de migrants et de migrantes venus du Soudan, d'Afghanistan, d'Éthiopie et d'Érythrée et il s'entretient également avec des habitants de Calais. Il pointe les discordances entre le discours officiel et la réalité sur le terrain, ainsi que les effets de mises en scène médiatiques. Il montre enfin l'aggravation de la situation des migrants en un an.

## Fiche technique
- Titre : Regarde ailleurs
- Réalisation : Arthur Levivier
- Scénario : Arthur Levivier
- Photographie : Arthur Levivier
- Son :
- Musique :
- Pays d'origine :  France
- Production : Activideo
Diopside production
- Durée : 85 minutes
- Date de sortie : France, 13 février 2019

## Sortie
Regarde ailleurs est diffusé gratuitement sur Internet à partir du 20 janvier 2018. Il est diffusé durant une semaine sur le site Le Média, média issu du parti Les Insoumis. Une campagne de financement participatif est lancée sur la plate-forme de financement Leetchi afin de soutenir financièrement la diffusion du film, notamment par des projections itinérantes auprès des migrants et des projections-débats.
Le documentaire connaît une sortie officielle en salle au cinéma Saint-André-des-Arts, à Paris, le 13 février 2019, ce qui contraint le réalisateur à mettre le film hors ligne. Une fois la diffusion en salles terminée, le documentaire est à nouveau diffusé sur Internet.
Courant 2018, le film fait partie de la sélection des festivals Les Rencontres Ad-Hoc (Mirabel-et-Blacons) et Bobines rebelles (Barret-sur-Méouges).

## Accueil critique
La Ligue des droits de l'Homme soutient le film dont elle apprécie le traitement complet, donnant la parole aux migrants, aux habitants de Calais, aux discours officiels et à différents médias, et le caractère pédagogique du propos.

## Distinctions
Regarde ailleurs remporte trois prix au festival Le Réel en vue de Thionville en novembre 2019 : le Premier prix ex aequo avec Les Yeux de la parole de David Daurier et Jean-Marie Montangerand, le Prix du public et le Prix « coup de cœur » du jury jeunes.